# Крапивинцы
Крапивинцы (укр. Кропивинці) — село,
Долгополовский сельский совет,
Роменский район,
Сумская область,
Украина.
Код КОАТУУ — 5924185803. Население по переписи 2001 года составляло 82 человека.

## Географическое положение
Село Крапивинцы находится на левом берегу реки Олава,
выше по течению на расстоянии в 3 км расположено село Бацманы,
ниже по течению на расстоянии в 1,5 км расположено село Ярмолинцы,
на противоположном берегу — село Малые Бубны.
Рядом проходит автомобильная дорога Н-07.